# 红阳街道
红阳街道，是中华人民共和国四川省成都市青白江区曾经下辖的一个街道。

## 行政区划
红阳街道下辖以下地区：
青江路社区、玉带社区、蔡家庙社区、团结路社区、红锋村、同井村、顺江村和永红村。